# 既約イデアル
数学において、可換環のイデアルはより大きい2つのイデアルの共通部分として書けないときに、既約 (irreducible) という。
すべての素イデアルは既約である。ネーター環のすべての既約イデアルは準素イデアルであり、したがってネーター環に対して既約分解は準素分解である。主イデアル整域のすべての準素イデアルは既約イデアルである。すべての既約イデアルは primal イデアルである。
整域の元が素元であることとそれで生成されるイデアルが0でない素イデアルであることは同値である。これは既約イデアルに対しては正しくない。つまり、既約イデアルは既約元でない元によって生成されることがある。例えば、{\displaystyle \mathbb {Z} } のイデアル {\displaystyle 4\mathbb {Z} }は2つの真に大きいイデアルの共通部分ではない。
環 A のイデアル I が既約であるのはそれが定義する代数的集合がザリスキ位相で既約である（つまり任意の空でない開部分集合が稠密である）ときに限る。あるいは同じことだが、I を含む素イデアルからなる Spec A の閉空間がスペクトル位相について既約であるときに限る。逆は正しくない。例えば1つ目と2つ目の順番の消える項をもつ二変数多項式のイデアルは既約でない。
k が代数的閉体であれば、k 上の多項式環の既約イデアルの根基を選ぶことはそのNullstelleからなるアフィン多様体のアフィン空間への埋め込みを選ぶことと同じである。